# 趙光抃
趙光抃（1595年—1643年），字彦清，號石谷，江西九江府德化縣人。

## 生平
天啓四年（1624年）甲子科江西乡试举人，五年（1625年）联捷乙丑科進士，鄉人曹欽程父事魏忠賢，驟得太僕少卿。光抃語之曰：「富貴一時，名節千古，君不可不審。」欽程惡之，即日出光抃父贊化為南寧知府。南寧惡地，贊化侘傺而死。光抃奔喪歸。
崇禎初，服闋，除工部都水主事，榷清江关，又丁祖母李宜人喪歸。崇祯十年服阕，起升兵部職方员外郎，进职方郎中。光抃喜談兵，才氣雄豪，出語無忌，兵部尚书楊嗣昌奇服之，曰：「吾不及光抃。」屢疏荐之。十年秋，升太仆寺少卿，遣閱薊、遼戎務，盡得邊塞形勢，戰守機宜，列十二事以獻。明年冬，清兵入密雲，總督吳阿衡敗歿，廷議增設巡撫一人，駐密雲，遂擢光抃右僉都御史任之。至即發監視中官鄧希詔奸謀。帝召希詔還，而令分守中官孫茂霖覈實。茂霖為希詔解，光抃反得罪，遣戍廣東。後希詔卒誅。
崇祯十五年（1642年），兵事益棘，宜興周延儒再柄國，有言荐光抃者，周以其年家子也，特起之戍中，微示意曰：以四萬金進，可得永督。光抃家素来富饒，聞命，持數萬金入都為軍資。既至，帝召見德政殿。奏對稱旨，拜兵部右侍郎兼右僉都御史，總督薊州、永平、山海、通州、天津諸鎮軍務。时清軍已克薊州，分兵四出，命光抃兼督諸路援軍。諸援軍觀望，河間迤南皆失守。光抃不敢救，只领兵尾随清軍而南。又聞塞上警，又驅而向北。廷臣交章劾光抃，謂列城被攻不救，退回高陽，坐視淪覆。明年復論光抃及范志完。四月，清兵北旋，光抃、唐通、白廣恩等八鎮兵邀於螺山，命放大將軍砲，無敢應者，光抃下馬自執炬放之，敵相顧指曰：好漢！好漢！终不敌敗走。帝聞，大怒。清軍退兵後，京城解嚴，遂與范志完並獲罪免職。帝召見雷縯祚，縯祚詆志完，而稱贊光抃。帝曰：「志完、光抃逗遛河間，獨罪志完，渠服其心乎？」遂并逮光抃。光抃嘗薦廣恩，廣恩抗不赴召，帝以是益惡光抃，卒與志完同日斬西市，人咸以為冤。有《木筆齋集》 。
福王時，太僕少卿萬元吉言光抃受事破軍之餘，身先被創，與誤國志完駢首西市，迄今文武貴賤咸為抱寃。給事中熊維典亦以為言，乃復其官。

## 家族
父赵赞化，万历四十一年进士，官工部郎中、南宁知府。

## 延伸阅读
[在维基数据编辑]
 《明史卷二百五十九》，出自《明史》